# アーサー・ダフ
アーサー・ダフ(Arthur Duff、1899年3月13日 - 1956年9月23日)はアイルランドの作曲家。

## 生涯
ダブリン出身。少年時代はダブリンのクライストチャーチ大聖堂の合唱隊員で、アイルランド音楽アカデミーで学んだ。その後ダブリン大学トリニティ・カレッジで音楽の学位を得、後の1942年には博士号を得た。
20代前半、ダブリンの聖マティアス教会でたびたびオルガン・コンサートを開き注目を得た。1923年に陸軍に入り、軍楽隊の指揮者や軍楽学校の教官を務めた。1931年に除隊した後は演劇界に転じ、アベイ座などの劇場でウィリアム・バトラー・イェイツらの作品の付随音楽を手がけた。1937年にアイルランド・ラジオ放送に入り音楽プロデューサーとなった。またアイルランド放送交響楽団の指揮者として、友人のアーノルド・バックスやアーネスト・ジョン・モーランの作品を取り上げた。

## 作品
作品はイギリスの作曲家ピーター・ウォーロックとフレデリック・ディーリアスの影響を受けており、小品が中心である。初期の作品は声楽曲が多かった。管弦楽曲の代表作は5楽章の『弦楽のためのアイルランド組曲』（1940年）で、1947年にはダブリンでジョン・バルビローリ指揮のハレ管弦楽団が演奏した。
最後の管弦楽曲は、18世紀にダブリンに在住していた作曲家たちの作品に基づいた5楽章の『ジョージ王時代のダブリンのエコー』（1956年）である。